# La prima notte della luna
La prima notte della luna  è un film del 2010 diretto da Massimo Guglielmi.